# Jesuborn
Jesuborn is een ortsteil van de landgemeente Ilmenau in Thüringen.
Tot 1950 was het dorp een zelfstandige gemeente die in dat jaar toegevoegd werd aan de stad Gehren, die op 6 juli 2018 opging in de gemeente Ilmenau. 
Bücheloh · Frauenwald · Gehren · Gräfinau-Angstedt · Heyda · Ilmenau · Jesuborn · Langewiesen · Manebach · Möhrenbach · Oehrenstock · Oberpörlitz · Pennewitz · Roda · Stützerbach · Unterpörlitz · Wümbach